# Carin Fahlin
Carin Erika Kristina Fahlin, född 11 oktober 1900 i Linköping, död 12 mars 1964 i Uppsala, var en svensk språkforskare.
Carin Fahlin blev filosofie doktor och docent i romanska språk vid Uppsala universitet. Hon utgav bland annat Étude sur le manuscrit de Tours de la Chronique des ducs de Normandie (1937, gradualavhandling) och Étude sur l’emploi des prépositions en, à, dans au sens local (1942).